# Fabrizio Tavano
Enrico Fabrizio Vincenzo Tavano Alonso (México, D.F., México; 16 de agosto de 1993), es un futbolista mexicano de ascendencia Italiana y nacionalidad neozelandesa,[cita requerida] juega como delantero y su actual equipo es el Real Estelí de la Primera División de Nicaragua.

## Biografía
Nació en la Ciudad de México, es hijo de padres mexicanos y nieto de abuelos italianos. A los 12 años se mudó a Nueva Zelanda debido al trabajo como periodista de su padre, Oreste Fabrizio Tavano Carletti. Vivió en Auckland durante tres años y estudió en el Macleans College.

## Trayectoria
En su adolescencia jugó para dos equipos neozelandeses, el primero era el equipo del colegio donde estudiaba, Macleans First XI, y el segundo era el equipo Sub-15 del club semiprofesional Central United. En el 2008, disputó la Manchester United Premier Cup terminando con 2 partidos ganados, 2 empatados y 2 perdidos. Para el 2009, Tavano fue invitado a probarse en cuatro equipos europeos, el Barcelona y Espanyol de España, y la Lazio y Roma de Italia. Durante su último año viviendo en Nueva Zelanda tuvo la oportunidad de entrenar con el primer equipo del Auckland City FC. A los 15 años, después de su experiencia en Nueva Zelanda, Tavano se mudó a Italia en donde durante tres años jugó con las fuerzas básicas de Vicenza, Pisa y Carpi, tres equipos de la Serie B.
En junio de 2012, pasó a jugar con las fuerzas básicas del Santos Laguna. En febrero de 2013 participó en el Torneo de Viareggio que se juega cada año en Italia, anotó un gol en el torneo y llamó la atención del equipo italiano Reggina Calcio. El 30 de noviembre de 2013 Santos venció de visitante por marcador de 0-1 al Club León en el Estadio León y así se coronó campeón del Torneo Apertura 2013 Sub-20, Tavano entró al minuto 76 y jugó 14 minutos. Fabrizio jugó durante dos años con la categoría sub-20 de Santos Laguna, acumulando 40 partidos jugados, 21 como titular y dos goles.
Al terminar su contrato con el Santos en junio de 2014, estuvo a prueba por unas semanas con el Atlético San Luis, y al final terminó por regresar a Nueva Zelanda para jugar con el Central United, de la Northern League. En su primer mes con el equipo disputó la final de la Copa Chatham, perdió ante el Cashmere Technical y consiguió el subcampeonato. Sus buenas actuaciones lo llevaron a firmar rápidamente con el Auckland City, de la Primera División de Nueva Zelanda. El 19 de octubre disputó la Charity Cup ante Team Wellington, el cual fue también su primer partido oficial con el club, jugó todo el encuentro y perdió el título en penales, consiguiendo así su segundo subcampeonato de copa en Nueva Zelanda. Anotó su primer gol el 2 de noviembre en la victoria de Auckland ante Hawke's Bay United por marcador de 3 a 2. Logró su primer título con el equipo el 23 de noviembre al derrotar al Amicale FC en la final de la Copa Presidente de la OFC 2014. Fue incluido en la lista de 25 jugadores que disputará la Copa Mundial de Clubes de la FIFA 2014. En la máxima competencia de clubes a nivel mundial, Tavano jugó como titular todos los partidos que disputó su club y logró el tercer lugar de la competencia.

## Selección nacional
Jugó con la Selección de Nueva Zelanda Sub-15.

## Clubes
| Club                | País          | Año             | Partidos | Goles |
| ------------------- | ------------- | --------------- | -------- | ----- |
| Auckland City       | Nueva Zelanda | 2014 - 2015     | 16       | 4     |
| Tigres UANL         | México        | 2015 - 2016     |          |       |
| Auckland City       | Nueva Zelanda | 2016 - 2019     | 58       | 12    |
| Coras de Nayarit    | México        | 2019            |          |       |
| Real Estelí         | Nicaragua     | 2020            | 14       | 0     |
| Halcones de Zapopan | México        | 2020 - Presente |          |       |

### Estadísticas
| Club | Div           | Temporada     | Liga nacionales(1) | Liga nacionales(1) | Liga nacionales(1) | Copas nacionales(2) | Copas nacionales(2) | Copas nacionales(2) | Torneos internacionales(3) | Torneos internacionales(3) | Torneos internacionales(3) | Total | Total | Total  | Media goleadora |
| Club | Div           | Temporada     | Part.              | Goles              | Asist.             | Part.               | Goles               | Asist.              | Part.                      | Goles                      | Asist.                     | Part. | Goles | Asist. | Media goleadora |
| --- | ------------- | ------------- | ------------------ | ------------------ | ------------------ | ------------------- | ------------------- | ------------------- | -------------------------- | -------------------------- | -------------------------- | ----- | ----- | ------ | --------------- |
| Auckland City F.C. Nueva Zelanda |               |               |                    |                    |                    |                     |                     |                     |                            |                            |                            |       |       |        |                 |
| 1.ª | 2014-15       | 9             | 3                  | 2                  | 1                  | 0                   | 1                   | 6                   | 1                          | 3                          | 16                         | 4     | 6     | 0,25   |                 |
| 1.ª | 2015-16       | 3             | 0                  | 0                  | 0                  | 0                   | 0                   | 3                   | 0                          | 0                          | 6                          | 0     | 0     | 0,0    |                 |
| 1.ª | 2016-17       | 14            | 2                  | 0                  | 0                  | 0                   | 0                   | 7                   | 0                          | 2                          | 21                         | 2     | 2     | 0,09   |                 |
| 1.ª | 2017-18       | 17            | 1                  | 0                  | 0                  | 0                   | 0                   | 1                   | 0                          | 0                          | 18                         | 1     | 0     | 0,05   |                 |
| 1.ª | 2018-19       | 8             | 4                  | 0                  | 0                  | 0                   | 0                   | 3                   | 4                          | 0                          | 11                         | 8     | 0     | 0,72   |                 |
| Total club | Total club    | 51            | 10                 | 2                  | 1                  | 0                   | 1                   | 20                  | 5                          | 5                          | 72                         | 15    | 8     | 0,20   |                 |
| Total carrera | Total carrera | Total carrera | 51                 | 10                 | 2                  | 1                   | 0                   | 1                   | 20                         | 5                          | 5                          | 72    | 15    | 8      | 0,20            |
| (1)Incluye datos de la Campeonato de Fútbol de Nueva Zelanda (2)Incluye datos de la Supercopa de Nueva Zelanda (3)Incluye datos de la Liga de Campeones de la OFC y Mundial de Clubes |               |               |                    |                    |                    |                     |                     |                     |                            |                            |                            |       |       |        |                 |

### Resumen estadístico
| Competición           | Partidos | Goles | Media goleadora |
| --------------------- | -------- | ----- | --------------- |
| Primera división      | 26       | 6     | 0,23            |
| Copas nacionales      | 1        | 0     | 0,0             |
| Copas internacionales | 16       | 1     | 0,06            |
| Total                 | 43       | 7     | 0,16            |

## Palmarés

### Campeonatos nacionales
| Título      | Equipo        | País          | Año     |
| ----------- | ------------- | ------------- | ------- |
| Premiership | Auckland City | Nueva Zelanda | 2015    |
| Charity Cup | Auckland City | Nueva Zelanda | 2016    |
| Premiership | Auckland City | Nueva Zelanda | 2017-18 |

### Campeonatos internacionales
| Título                       | Equipo             | Sede          | Año  |
| ---------------------------- | ------------------ | ------------- | ---- |
| Liga de Campeones de Oceanía | Auckland City F.C. | Nueva Zelanda | 2014 |
| Liga de Campeones de Oceanía | Auckland City F.C. | Nueva Zelanda | 2016 |
| Liga de Campeones de Oceanía | Auckland City F.C. | Nueva Zelanda | 2017 |

### Campeonatos amistosos
| Título                    | Equipo             | Sede          | Año  |
| ------------------------- | ------------------ | ------------- | ---- |
| Copa Presidente de la OFC | Auckland City F.C. | Nueva Zelanda | 2014 |